# قطعنامه ۷۶۶ شورای امنیت
قطعنامه ۷۶۶ شورای امنیت سازمان ملل متحد که در تاریخ ۲۱ ژوئیه ۱۹۹۲ تصویب شد، سندی بین‌المللی دربارهٔ وضعیت کامبوج است. این قطعنامه طی نشست ۳۰۹۹ام با ۱۵ رای موافق، ۰ مخالف و ۰ ممتنع تصویب شد.